# Gravat en metall

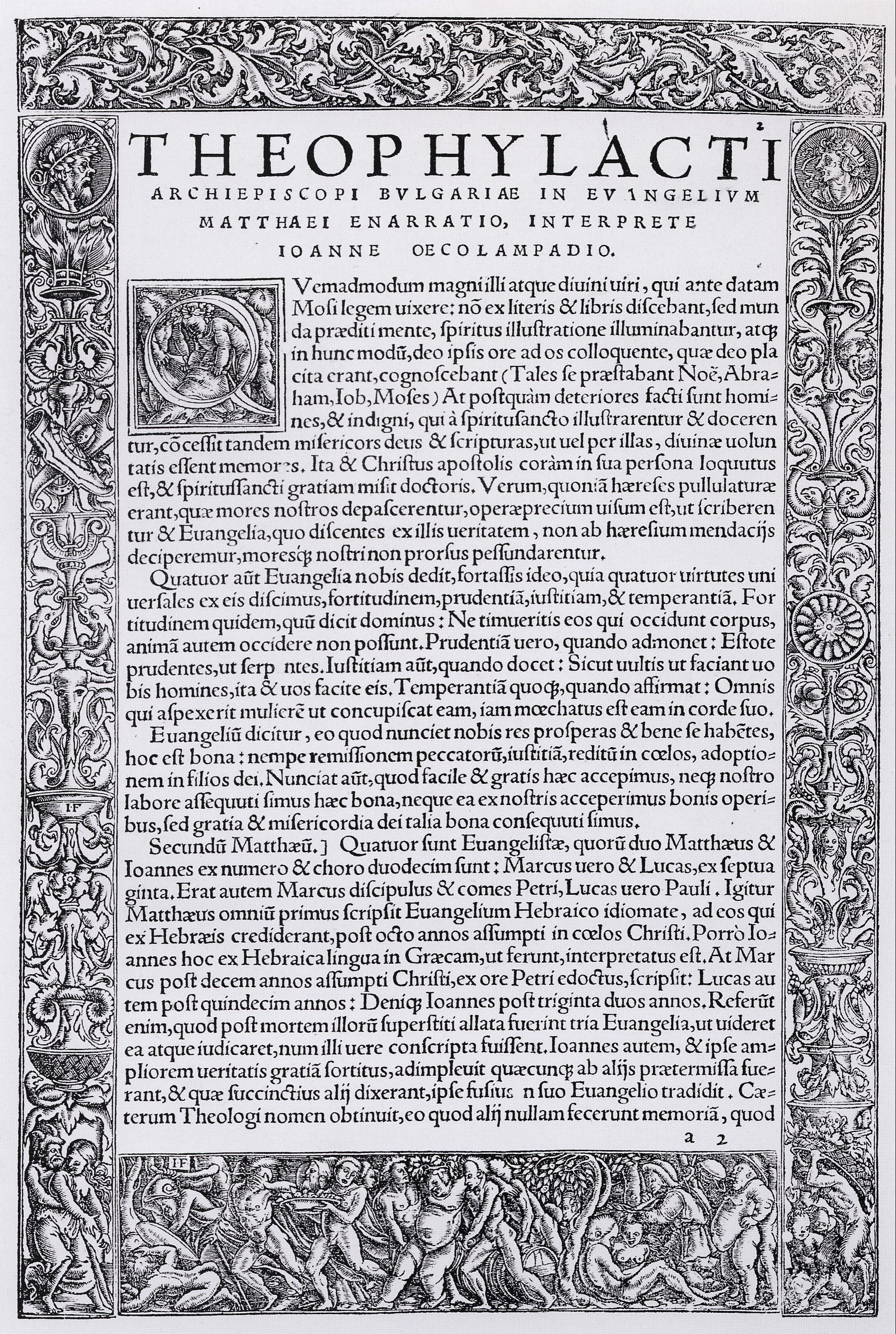
Vora de pàgina de Hans Holbein el Jove ; renaixement de la primera tècnica.

El gravat en metall era una tècnica de gravat en relleu, pertanyent a la categoria dels gravats d'antics mestres. Es va limitar gairebé completament al període aproximadament de 1450 a 1540, i sobretot a la regió al voltant del Rin al nord d'Europa, els Països Baixos, Alemanya, França i Suïssa ; la tècnica potser es va originar a l'entorn de Colònia.

## Tècniques

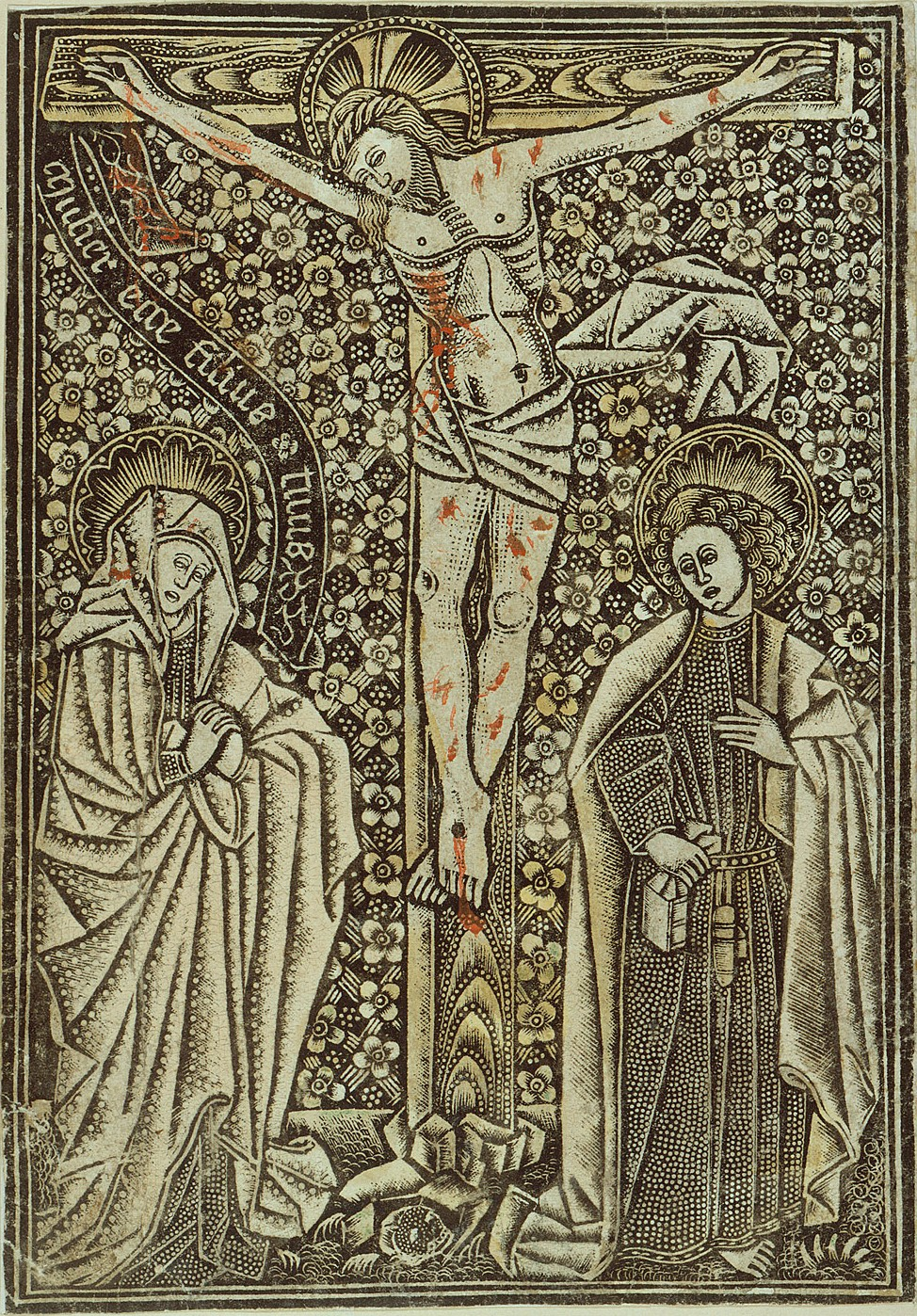
Impressió alemanya "manera puntejada", en part amb colors afegits, segle XV

Hi havia dues tècniques diferents per fer gravats en metall, amb resultats molt diferents.
La primera tècnica és essencialment la mateixa tècnica emprada en la xilografia, però utilitzant una placa metàl·lica fina en lloc d'un bloc de fusta. Les zones que no s'han d'imprimir es tallen o amartellen amb punxons. Aquestes impressions s'assemblen molt a les xilografies normals de l'època, i de vegades pot ser difícil per als experts distingir-les. La temàtica és gairebé totalment religiosa al primer període, que consisteix principalment en impressions individuals per a la seva exhibició o col·leccionisme, i sobretot ornamental en el renaixement del segle XVI, que consisteix principalment en il·lustracions i sanefes per a llibres. Hi va haver una floració tardana del mètode original cap a l'any 1500 a França, amb una sèrie de llibres d'hores luxosos. Al segle XVI la tècnica es va continuar utilitzant per a les fronteres elaborades i les lletres inicials dels llibres, sobretot per Jacob Faber, que sovint utilitzava dissenys de Hans Holbein el Jove.
La segona tècnica, es va introduir a la segona meitat del segle XV i va treballar del negre al blanc, és a dir, que l'estampat mostrava línies blanques sobre un fons negre, en lloc del revés com en la primera tècnica. De nou, els gravats eren gairebé sempre sobre temes religiosos. Normalment les línies principals de les figures i el paisatge es feien en gravat. A continuació, utilitzant punxons de metall, la resta de la imatge es compon de l'ús repetit del mateix patró de punxó en una àrea determinada. Aquests poden ser punts, cercles, pastilles, estrelles, lletres que fan inscripcions de text o formes més complicades per a les vores. Normalment es deixa molt poc espai sense decorar; i aquesta tècnica és fàcil de reconèixer. Aquestes impressions van deixar de produir-se cap al 1500. Les planxes en si mateixes poden haver estat tractades com a obres d'art en forma de placa, amb les impressions impreses un subproducte útil; en alguns casos les inscripcions s'imprimeixen al revés, encara que d'altres no. Algunes plaques de coure sobreviuen, sovint amb forats de claus a les cantonades, al British museum.
Igual que amb les altres tècniques d'impressió contemporànies, han sobreviscut molt poques impressions de tall de metall. Les estampes fetes per la segona tècnica s'anomenen de vegades estampats a manera de punts, o estampats de punts, Schrotblatt en alemany i Manière criblée en francès.
També era possible combinar les tècniques en una mateixa placa, amb figures amb línies negres, i fons amb punts blancs perforats sobre fons negre. Els llibres d'hores impresos en francès de finals de segle utilitzen sovint aquestes combinacions.

## Artistes
Malgrat les limitacions de la tècnica, molts dels artistes que van utilitzar la segona tècnica eren molt talentosos, i els seus millors gravats tenen un poder considerable. En comparació amb els gravats i xilografies contemporanis, normalment eren grans, ja que la tècnica necessitava espai sobre la planxa. No es coneixen els noms dels artistes; presumiblement, la majoria d'ells van rebre formació com orfebres, ja que les formes de punxó utilitzades eren típiques de l'orfebreria.